# Scînteia tineretului
Scînteia tineretului a fost un cotidian, organul de presă al Uniunii Tineretului Comunist, înainte de Revoluția română din 1989.

## Istoric
Scînteia tineretului și-a început apariția în noiembrie 1944. În anumite perioade a purtat și alte titluri: Tinerețea, Tînărul Muncitor.
Scînteia tineretului publica Suplimentul Literar-Artistic al Scînteii tineretului (S.L.A.S.T.) și Almanahul Scînteii tineretului și organiza Serbările Scînteii Tineretului.
Ziariști care au activat la Scînteia tineretului:
- Eugen Mihăescu
- Ion Cristoiu
- Lucian Avramescu